# Олава (станция)
Олава (пол. Oława) — пассажирская и грузовая железнодорожная станция в городе Олава, в Нижнесилезском воеводстве Польши. Имеет две платформы и три пути.
Станция, расположенная на международной железнодорожной линии Киев — Краков — Ополе — Бжег — Вроцлав — Дрезден, была построена в 1842 году, когда город Олава (нем. Ohlau) был в составе Королевства Пруссия.